# Louis L'Amour

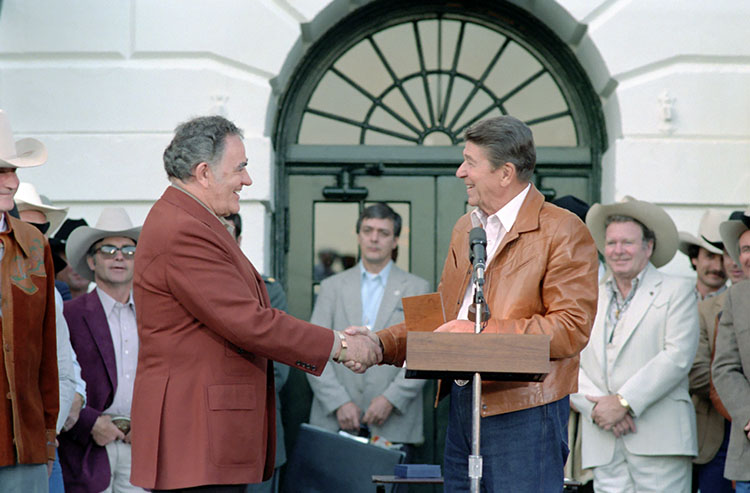
Louis L’Amour reçoit la médaille d'or du Congrès des mains de Ronald Reagan (1983).

Louis L'Amour, pseudonyme de Louis Dearborn LaMoore, né le 22 mars 1908 à Jamestown, dans le Dakota du Nord, et mort le 10 juin 1988 à Los Angeles, en Californie, est un écrivain américain, auteur principalement de westerns.

## Biographie
D'ascendance franco-irlandaise, Louis L'Amour vit à la frontière canadienne avant de quitter sa famille à l'âge de quinze ans pour gagner sa vie. Lecteur vorace et bibliophile, il écrit très jeune des récits d'aventures, documentés rigoureusement en matière historique, qui sont publiés dans des revues.
Son premier western, Hondo, l'homme du désert, est publié en 1953. Il en écrit ensuite plus de 85, dont la moitié sont adaptés au cinéma ou à la télévision. Dans les années 1950, il consacre quatre romans au personnage de fiction Hopalong Cassidy créé par Clarence E. Mulford en 1904. Ces romans paraissent sous le pseudonyme de Tex Burns et Louis L'Amour niera les avoir écrits durant presque trente-huit années. 
En 1983, Louis L'Amour reçoit la médaille d'or du Congrès et, en 1984, la médaille présidentielle de la Liberté. Son œuvre a été traduite en plus de douze langues et c'est l'un des auteurs les plus vendus parmi les écrivains de romans d'aventures et de westerns.

## Œuvre

### Romans

#### Série westernSackett
- The Daybreakers (1960)
- Sackett (1961)
- Lando (1962) Publié en français sous le titre Lando, traduit par Marcel Henry, Dupuis, coll. Galop no 26, 1962
- Mojave Crossing (1964)
- The Sackett Brand (1965) Publié en français sous le titre Les Implacables, traduit par Yves-André Berger, Librairie des Champs-Élysées, coll. Masque-Western no 57, 1971 ; réédition, Genève, Édito-Service, 1983  (ISBN 2-8302-0493-X)
- Mustang Man (1966) Publié en français sous le titre Sackett et son mustang, traduit par Florian Robinet, Librairie des Champs-Élysées, coll. Masque-Western no 147, 1976 ; réédition, Genève, Édito-Service, 1983
- The Sky-Liners (1967)  Publié en français sous le titre La Route du Colorado, traduit par Yves-André Berger, Librairie des Champs-Élysées, coll. Masque-Western no 23, 1969 ; réédition, Genève, Édito-Service, 1983
- The Lonely Men (1969)
- Galloway (1970)
- Ride the Dark Trail (1972)
- Treasure Mountain (1973)
- Sackett's Land (1974)
- To the Far Blue Mountains (1976)
- The Warrior's Path (1980)
- Lonely on the Mountain (1980)
- Jubal Sackett (1985)

#### Série westernKilkenny
- Kilkenny (1954)
- The Rider of Lost Creek (1976) Publié en français sous le titre Un cow-boy ne plaisante pas, traduit par Jean-André Rey, Librairie des Champs-Élysées, coll. Masque-Western no 174, 1977 ; réédition, Genève, Édito-Service, 1982
- The Mountain Valley War ou A Man Called Trent (1978)
- A Gun for Kilkenny (1997)

#### Série westernTalon et Chantry
- The Ferguson Rifle (1971)
- North to the Rails (1971)
- The Man From the Broken Hills (1975)
- Over on the Dry Side (1975) Publié en français sous le titre Le Ranch de Clive Chantry, traduit par Florian Robinet, Librairie des Champs-Élysées, coll. Masque-Western no 164, 1976 ; réédition, Genève, Édito-Service, 1983  (ISBN 2-8302-0181-7)
- Rivers West (1975)
- Borden Chantry (1977)
- Fair Blows the Wind (1978)
- Milo Talon (1981)

#### Série westernHopalong Cassidysignée Tex Burns
- The Riders of High Rock (1951) Publié en français sous le titre Hopalong Cassidy : Panique à Tasotal / trad. Robert Huart (pseudonyme de Sébastien Japrisot) (Robert Laffont, coll. "Arizona" n° 14, 1952)
- The Rustlers of West Fork (1951) Publié en français sous le titre Hopalong Cassidy : les Hors-la-loi de West Fork / trad. Robert Huart (Robert Laffont, coll. "Arizona" n° 6, 1951)
- The Trail to Seven Pines (1951) Publié en français sous le titre Hopalong Cassidy : (Meurtres sur) la Piste des sept pins / trad. Robert Huart (Robert Laffont, coll. "Arizona" n° 11, 1952)
- Trouble Shooter (1952) Publié en français sous le titre Hopalong Cassidy : l’Inquiétant tireur /  trad. Robert Huart (Robert Laffont, coll. "Arizona" n° 16, 1953)

#### Autres romans
- Westward the Tide (1950)
- Hondo (1953) Publié en français sous le titre Hondo, l'homme du désert, traduit par Joseph Majault, Robert Laffont, coll. Un roman, un film, 1955 ; réédition, Monaco, Éd. du Rocher, 1993  (ISBN 2-268-01523-8)
- Showdown at Yellow Butte (1953) Publié en français sous le titre La Fille sur la piste, traduit par Yves-André Berger, Librairie des Champs-Élysées, coll. Masque-Western no 92, 1973
- Crossfire Trail (1954) Publié en français sous le titre Le Canon de la folle, traduit par Jean-André Rey, Librairie des Champs-Élysées, coll. Masque-Western no 48, 1971
- Heller with a Gun (1954) Publié en français sous le titre Le Diable et son colt, traduit par Yves-André Berger, Dupuis, coll. Galop no 14, 1967
- Utah Blaine (1954) Publié en français sous le titre Les loups hurlent à la lune, traduit par Florian Robinet, Librairie des Champs-Élysées, coll. Masque-Western no 87, 1973
- Guns of the Timberlands (1955) Publié en français sous le titre Les Cow-boys du B-Bar, traduit par Yves-André Berger, Librairie des Champs-Élysées, coll. Masque-Western no 46, 1970 ; réédition, Genève, Édito-Service, 1983  (ISBN 2-8302-0492-1)
- To Tame a Land (1955) Publié en français sous le titre Terres à dompter, traduit par Yves-André Berger, Dupuis, coll. Galop no 8, 1966
- The Burning Hills (1956) Publié en français sous le titre Les Cavaliers du désert, traduit par Martin Short, Librairie des Champs-Élysées, coll. Masque-Western no 247, 1982 ; réédition, Genève, Édito-Service, 1983  (ISBN 2-8302-0824-2)
- Silver Canyon (1956)
- Last Stand at Papago Wells (1957) Publié en français sous le titre Le Puits de la dernière chance, traduit par Yves-André Berger, Dupuis, coll. Galop no 10, 1966
- Sitka (1957)
- The Tall Stranger (1957) Publié en français sous le titre L'Étranger de Bishop's Valley, traduit par Marcel Henry, Dupuis, coll. Galop no 11, 1967 Publié en français dans une autre traduction sous le titre Rock Bannon, traduit par Jean-Pierre Albertelli, Librairie des Champs-Élysées, coll. Masque-Western no 229, 1980 ; réédition, Genève, Édito-Service, 1983  (ISBN 2-8302-0825-0)
- Radigan (1958)
- The First Fast Draw (1959) Publié en français sous le titre Les Desperados, traduit par Yves-André Berger, Librairie des Champs-Élysées, coll. Masque-Western no 43, 1970 ; réédition, Genève, Édito-Service, 1983  (ISBN 2-8302-0448-4)
- Taggart (1959)
- Flint (1960) Publié en français sous le titre Le Repaire du vengeur, traduit par Yves-André Berger, Librairie des Champs-Élysées, coll. Masque-Western no 10, 1967 ; réédition, Genève, Édito-Service, 1983  (ISBN 2-8302-0445-X)
- High Lonesome (1962)
- Killoe (1962)
- Shalako (1962) Publié en français sous le titre Shalako, traduit par Yves-André Berger, Librairie des Champs-Élysées, coll. Masque-Western no 20, 1968 ; réédition, Genève, Édito-Service, 1983
- Catlow (1963) Publié en français sous le titre Catlow, traduit par Jean-André Rey, Librairie des Champs-Élysées, coll. Masque-Western no 64, 1972 ; réédition, Genève, Édito-Service, 1983  (ISBN 2-8302-0494-8)
- Dark Canyon (1963) Publié en français sous le titre La Vallée verte, traduit par Florian Robinet, Librairie des Champs-Élysées, coll. Masque-Western no 99, 1973 ; réédition, Genève, Édito-Service, 1983  (ISBN 2-8302-0494-8)
- Fallon (1963) Publié en français sous le titre Fallon, traduit par Jean Jour, Dupuis, coll. Galop no 29, 1968
- How the West Was Won (1963)
- Hanging Woman Creek (1964)
- The High Graders (1965)
- The Key-Lock Man (1965)
- Kiowa Trail (1965) Publié en français sous le titre La Vengeance de Kate Lundy, traduit par Jean André et Claudine Rey, Librairie des Champs-Élysées, coll. Masque-Western no 215, 1979 ; réédition, Genève, Édito-Service, 1983  (ISBN 2-8302-0153-1)
- The Broken Gun (1966) Publié en français sous le titre Dans le canon du colt, traduit par Yves-André Berger, Librairie des Champs-Élysées, coll. Masque-Western no 81, 1973 ; réédition, Genève, Édito-Service, 1982
- Kid Rodelo (1966)
- Kilrone (1966) Publié en français sous le titre Kilrone, traduit par Marcel Henry, Dupuis, coll. Galop no 32, 1968
- Matagorda (1967)  Publié en français sous le titre Cyclone sur Matagorda, traduit par Yves-André Berger, Librairie des Champs-Élysées, coll. Masque-Western no 29, 1969 ; réédition, Genève, Édito-Service, 1983  (ISBN 2-8302-0193-0)
- Chancy (1968)
- Conagher (1968)
- Down the Long Hills (1968), roman lauréat du Golden Spur Award
- The Empty Land (1969)
- The Man Called Noon (1970) Publié en français sous le titre La Cabane perdue, traduit par Florian Robinet, Librairie des Champs-Élysées, coll. Masque-Western no 116, 1974 ; réédition, Genève, Édito-Service, 1983  (ISBN 2-8302-0192-2)
- Reilly's Luck (1970)
- Brionne (1971)
- Tucker (1971)
- Under the Sweetwater Rim (1971)
- Callaghen (1972)
- The Man from Skibbereen (1973)
- The Quick and the Dead (1973)
- The Californios (1974)
- Where the Long Grass Blows (1976)
- Bendigo Shafter (1979)
- The Iron Marshal (1979) Publié en français sous le titre Le Train du Kansas, traduit par Jean André et Claudine Rey, Librairie des Champs-Élysées, coll. Masque-Western no 233, 1974 ; réédition, Genève, Édito-Service, 1979
- The Proving Trail (1979) Publié en français sous le titre La Longue Chasse, traduit par Jean André et Claudine Rey, Librairie des Champs-Élysées, coll. Masque-Western no 237, 1981
- Comstock Lode (1981)
- The Cherokee Trail (1982)
- The Shadow Riders (1982)
- The Lonesome Gods (1983)
- Ride the River (1983)
- Son of a Wanted Man (1984)
- The Walking Drum (1984) Publié en français sous le titre Fortune de feu, traduit par Marie-Alyx Revellat, Paris, Presses de la Cité, 1985 ; réédition, Monaco, Éd. du Rocher, 1993  (ISBN 2-268-01523-8)
- Passin' Through (1985)
- Last of the Breed (1986) Publié en français sous le titre L'Envol de l'aigle, traduit par Fabienne Duvigneau, Paris, J'ai lu no 2750, 1990  (ISBN 2-277-22750-1)
- West of Pilot Range (1986)
- A Trail to the West Audio (1986)
- The Haunted Mesa (1987) Publié en français sous le titre Le Canyon hanté, traduit par Philippe Rouard, Paris, Presses de la Cité, 1989 ; réédition, Paris, Pocket no 5615, 1996  (ISBN 2-266-06732-X)

### Recueil de nouvelles
- War Party (1975)
- The Strong Shall Live (1980)
- Yondering (1980)
- Buckskin Run (1981)
- Bowdrie (1983)
- The Hills of Homicide (1983)
- Law of the Desert Born (1983)
- Bowdrie's Law (1984)
- Dutchman's Flat: And Other Western Stories (1986)
- Riding for the Brand (1986)
- The Rider of the Ruby Hills (1986)
- The Trail to Crazy Man (1986)
- Night Over the Solomons (1986)
- Lonigan (1988)
- Long Ride Home (1989)
- The Outlaws of Mesquite: A New Collection of Frontier Stories (1990)
- West from Singapore (1991)
- The Louis L'Amour Companion (1992)
- L'Amour Round-Up (1993)
- Valley of the Sun: Frontier Stories (1995)
- The Guns Talk Loud (1996)
- West of Dodge: Frontier Stories (1996)
- The Best of Louis L'Amour: The Collection (1997)
- More American West in Fiction (1997)
- End of the Drive (1997)
- Monument Rock (1998)
- The Best of the West (1999)
- The Ultimate Louis L'Amour Collection (1999)
- Beyond the Great Snow Mountains: A Collection of Short Stories (1999)
- Off the Mangrove Coast: A Collection of Short Stories (2000)
- May There Be a Road (2001)
- The Louis L'Amour Short Story Collection (2001)
- With These Hands (2002)
- Stories of the Golden West (2002)
- Red Butte Showdown (2003)
- From the Listening Hills (2003)
- The Collected Short Stories of Louis L'Amour : the frontier stories (2003-2004), en 2 volumes

### Poésie
- Smoke From This Altar (1939)

### Autres publications
- Frontier (1984), essai
- How the West Was Won (1961), novellisation du scénario Publié en français sous le titre La conquête de l'Ouest, traduit par Louis Nestier, Paris, Robert Laffont, 1963 ; réédition en deux volumes, Verviers, Gérard, Marabout junior no 325-326, 1962
- A Trail of Memories: the Quotations of Louis L'amour (1988), autobiographie
- Education of a Wandering Man (1989)

## Sources
- Hal Hall. Louis L'Amour: An Annotated Bibliography and Guide, McFarland & Co. Inc., Publishers, 2003
- Bruce Wexler. Wild West of Louis L'Amour, Running Press Book Publishers, 2005